# 이달충
이달충(李達衷, 1309년 ∼ 1385년)은 고려 말기의 문신이다. 초명은 이달중(李達中), 자는 중권(仲權), 호는 제정(霽亭), 본관은 경주(慶州)이다.

## 생애
1326년(충숙왕 13) 신천(辛蕆)이 주관한 성균시(成均試)에 장원으로 합격하고, 같은 해 문과에도 급제했다.
이후 좌사보(左思補), 전리정랑(典理正郞), 성균좨주(成均祭酒)를 거쳤다.
1352년(공민왕 원년) 전리판서(典理判書)에 임명되었다가 이듬해 감찰대부(監察大夫)로 옮겼고, 1358년(공민왕 7) 호부상서(戶部尙書)로서 동북면병마사(東北面兵馬使)로 나갔다.
1366년(공민왕 15) 왕이 그를 이름난 선비라 하여 밀직제학(密直提學)으로 발탁했으나, 당시 권세를 부리던 신돈(辛旽)에게 그가 술과 여색을 밝힌다는 말을 했다가, 얼마 안 되어 파직당했다.
신돈이 처형당한 후, 계림부윤(鷄林府尹)으로 임명되자 글을 올려 사양하였으나 허락받지 못했으며, 1385년(우왕 11) 계림군(鷄林君)으로 있다가 졸하자 문정(文靖)이라는 시호를 받았다. 묘소는 경기도 성남시 탄동에 있다가 도시계획으로 추자리, 신탄진 등을 거쳐 2010년 안동시 풍산면 만운리 산61번지로 이장되었다.

## 가족 관계
※정사에 나오는 부분은 출처를 생략했다.
- 증조 - 이핵(李翮)[8] : 증(贈) 좌복야(左僕射)
  - 조부 - 이세기(李世基)[8] : 밀직사부사(密直司副使)·예문관대제학(藝文舘大提學), 문희공(文僖公)
    - 아버지 - 이천(李蒨, ? ~ 1349년) : 도첨의참리(都僉議參理), 월성군(月城君), 문효공(文孝公)
    - 어머니 - 죽성군(竹城君) 박전(朴顓)의 딸[8]
      - 이복 형 - 이경중(李敬中)[8] : 월성군, 이정견(李廷堅)의 조부
      - 이복 형 - 이배중(李培中)[8] : 전리판서(典理判書)
      - 이복 동생 - 이성중(李誠中, 1332년 ~ 1411년) : 검교좌정승(檢校左政丞), 정순공(靖順公)
      - 첫째 부인 - 참지문하정사(參知門下政事)·집현전대학사(集賢殿大學士) 조문근(趙文瑾)의 차녀[8]
        - 장남 - 이준(李竴, 1338년 ~ ?) : 호조전서(戶曹典書)
        - 차남 - 이전(李竱) : 동지밀직사사(同知密直司事), 월성군, 이승상(李升商, ? ~ 1413년)의 아버지
        - 3남 - 이수(李䇕) : 판강릉대도호부사(判江陵大都護府使), 증 공조판서(工曹判書), 이흥상(李興商, ? ~ 1465년)의 아버지
        - 4남 - 이횡(李竑)
        - 첫째 사위 - 윤승렬(尹承烈)[8] : 내시(內侍)
        - 둘째 사위 - 방순(方恂)[8][9] : 판전교시사(判典校侍事)

      - 둘째 부인 - 상서(尙書) 조천우(趙千祐)의 차녀[8]
        - 셋째 사위 - 김명리(金明理, 1368년 ~ 1438년)[8] : 성천도호부부사(成川都護府副使)